# Sender Nador
Die Sendeanlage Nador befindet sich in Selouane, 18 km südlich der Stadt Nador in Marokko und wird seit Ende 1982 vom privaten Radiosender Médi 1 zur Verbreitung seines Programms genutzt.
Markante Bauwerke sind die drei jeweils 380 m hohen abgespannten Stahlfachwerkmasten, über die das Programm auf der Langwellenfrequenz 171 kHz mit einer Leistung vom 2 MW verbreitet wird, die insbesondere nachts auch in Deutschland hörbar ist. Seit der Sprengung der 417 m hohen Sendemasten des Omega-Navigationssystems in Liberia im Jahr 2011 stellen diese Langwellenmasten die höchsten Bauwerke Afrikas dar.
Auf dem Gelände befinden sich außerdem mehrere Masten zur Verbreitung des gleichen Programms auf der Kurzwellenfrequenz 9,575 MHz.